# La Roquette-sur-Var
La Roquette-sur-Var (okzitanisch Sa Roqueta de Var, italienisch Rocchetta del Varo) ist eine französische Gemeinde im Département Alpes-Maritimes in der Region Provence-Alpes-Côte d’Azur. Sie gehört zum Arrondissement Nizza, zum Kanton Tourrette-Levens und zur Métropole Nice Côte d’Azur. Die Bewohner sind die Roquettans.

## Geographie
Die angrenzenden Gemeinden sind Levens, Saint-Blaise, Saint-Martin-du-Var, Gilette und Bonson.
Das Dorf auf einer Höhe von 380 m Der Fluss Var bildet im Nordosten die Gemeindegrenze. Parallel zu diesem verlaufen die Route nationale 202 und die meterspurige Bahnstrecke Nizza–Digne-les-Bains der Chemins de fer de Provence.

## Bevölkerungsentwicklung
| Jahr      | 1962 | 1968 | 1975 | 1982 | 1990 | 1999 | 2007 | 2018 |
| --------- | ---- | ---- | ---- | ---- | ---- | ---- | ---- | ---- |
| Einwohner | 538  | 537  | 506  | 565  | 660  | 820  | 928  | 945  |

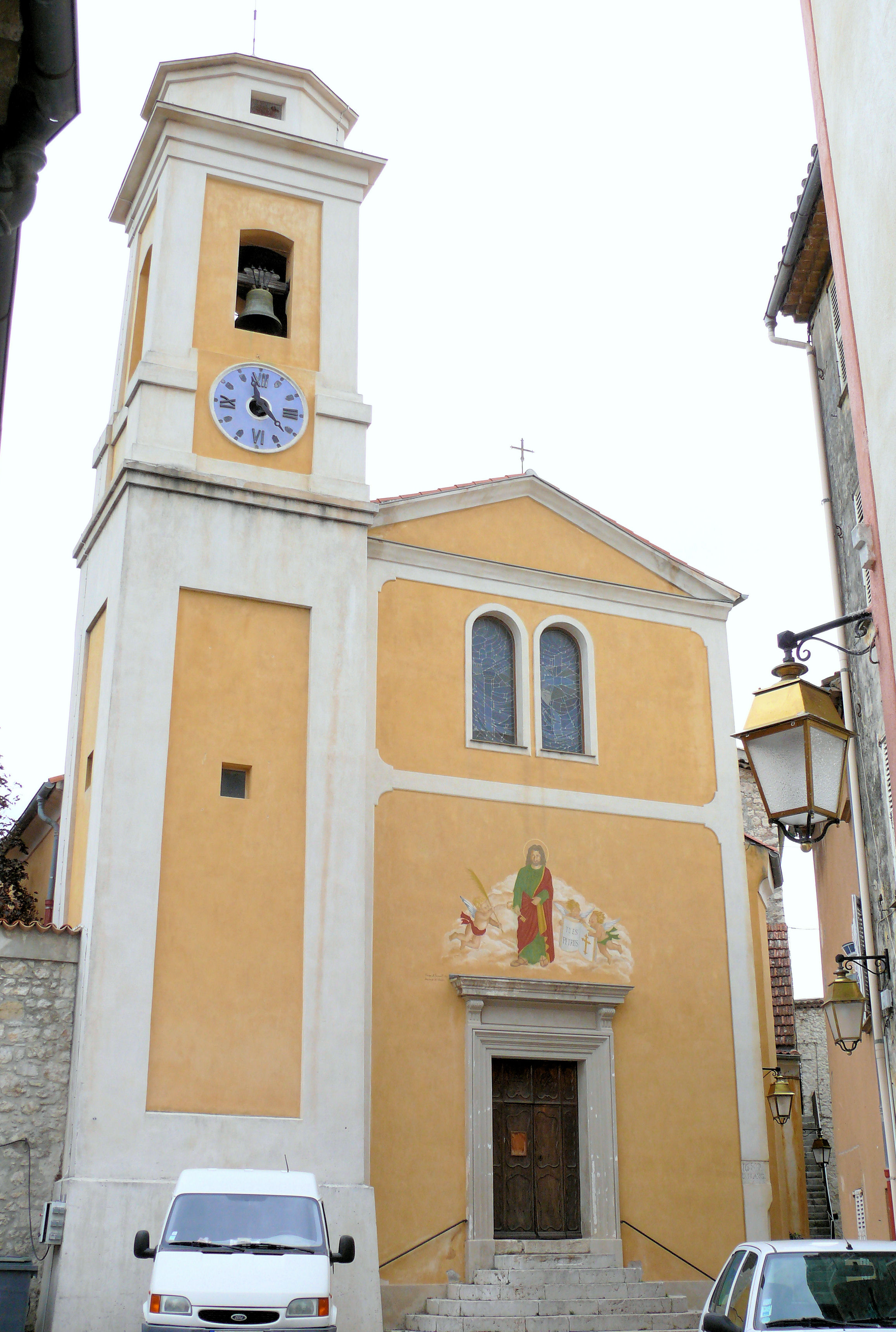
Kirche Saint-Pierre
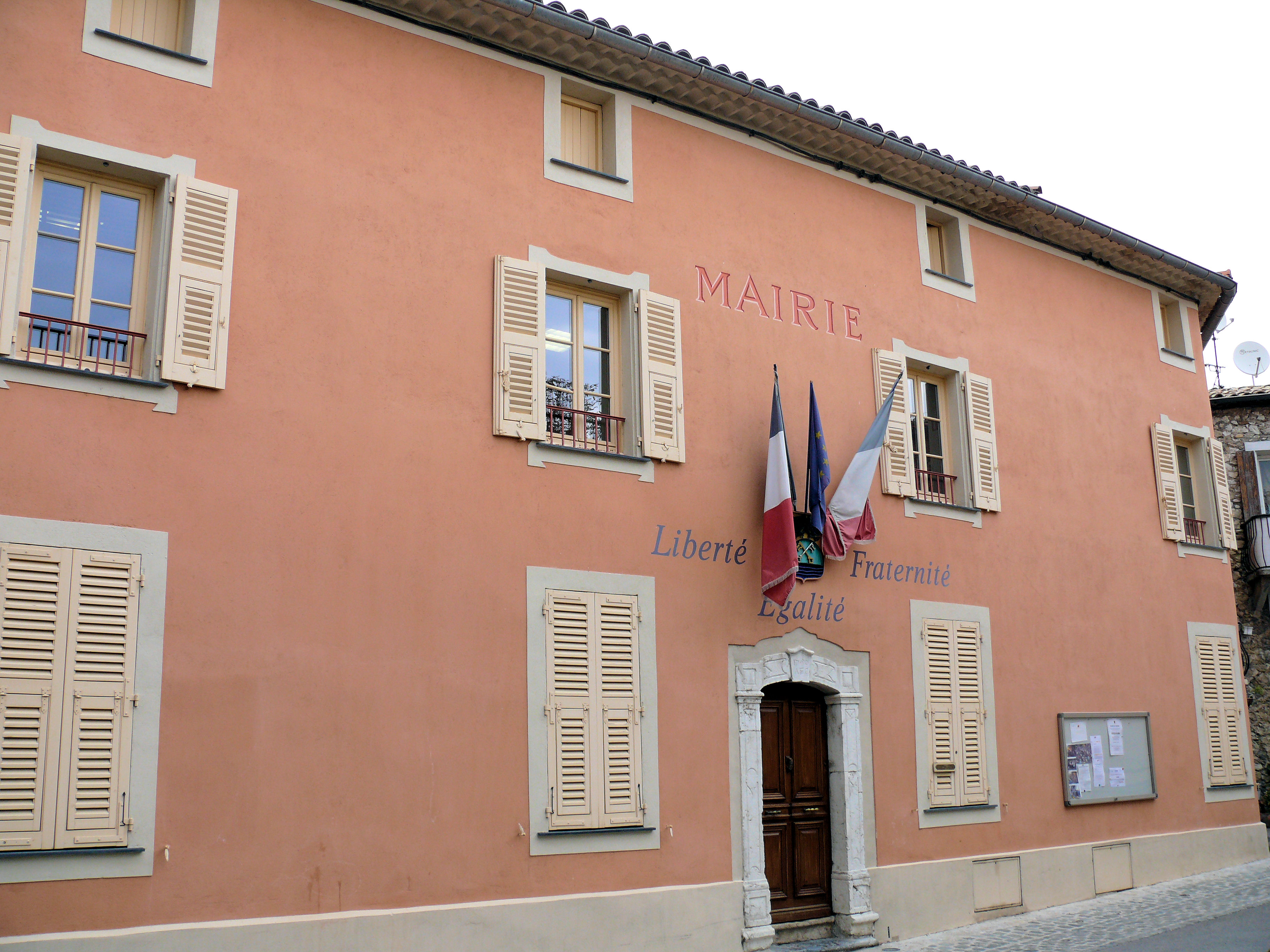
Mairie
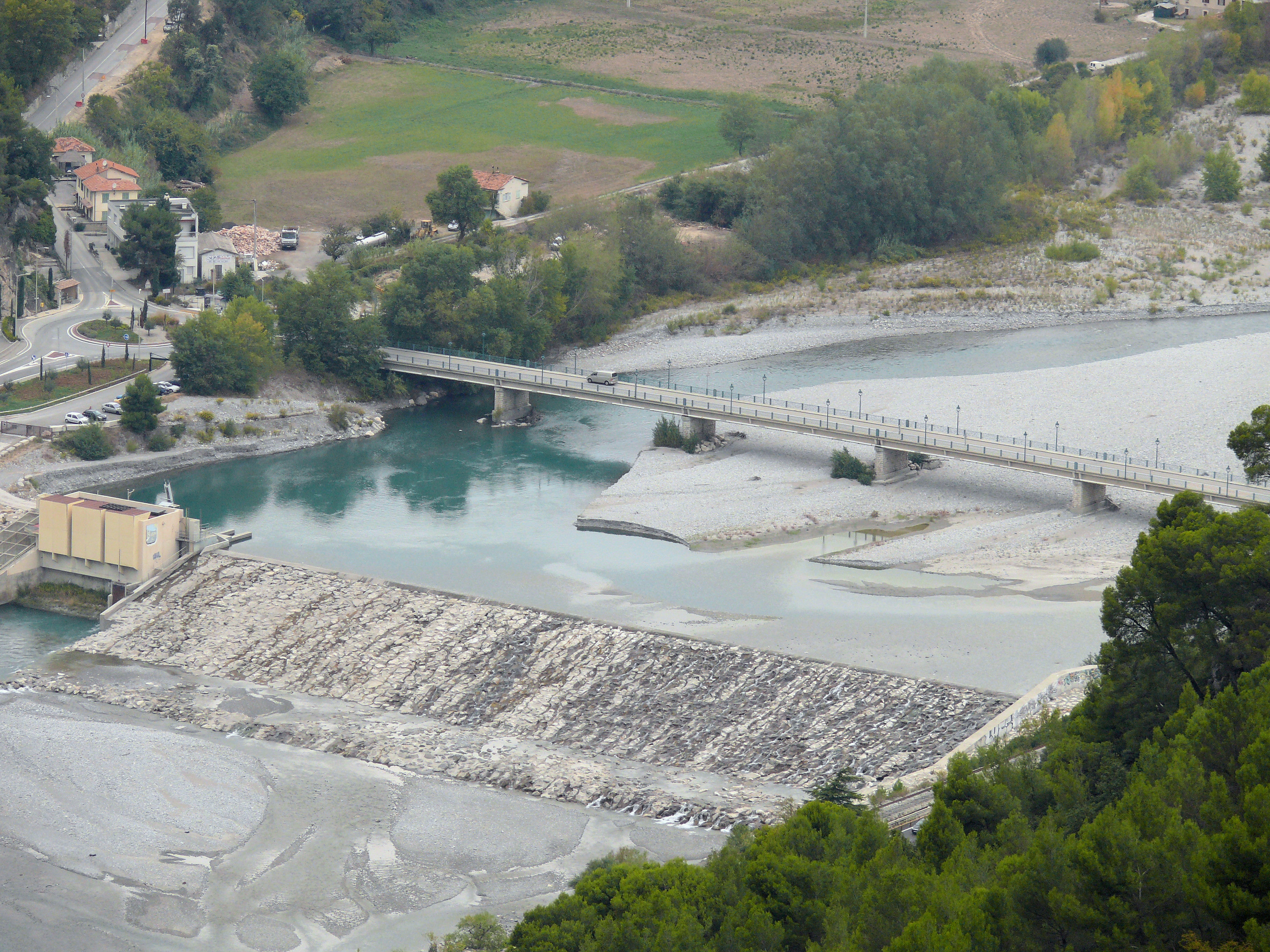
Der Var mit einem Stauwehr

## Sehenswürdigkeiten
Siehe: Liste der Monuments historiques in La Roquette-sur-Var